# جورامي ضوء القمر
جورامي ضوء القمر (باللاتينية: Trichogaster microlepis)، (بالإنجليزية: Moonlight gourami) سمكة هادئة يصل طولها إلى 15 سم وزعنفتا البطن في الذكر تشبه الخيط ولونها أحمر برتقالي كذا زعنفة الظهر أطول ومدببة ولونه فضي.